# Жюлиенов барбус
Жюлиеновият барбус (Probarbus jullieni) е вид лъчеперка от семейство Шаранови (Cyprinidae). Видът е застрашен от изчезване.

## Разпространение и местообитание
Разпространен е във Виетнам, Камбоджа, Лаос, Малайзия (Западна Малайзия) и Тайланд.
Обитава пясъчните дъна на сладководни и полусолени басейни и реки.

## Описание
На дължина достигат до 1,5 m, а теглото им е не повече от 70 kg.
Популацията на вида е намаляваща.